# Peter Blake (sejler)
Peter James Blake (født 1. oktober 1948, død 6. december 2001) var en newzealandsk sejlsportsmand, som vandt America's Cup i 1995 og 2000. Blake vandt også 1989/90-udgaven af Whitbread Round the World Race (i dag Volvo Ocean Race) med båden Steinlager 2. I 1995 blev Peter Blake udnævnt til Knight Commander af Order of the British Empire. Han fik også et æredoktorat ved Auckland University of Technology i 2000.
Under en ekspedition for FN udenfor Brasilien i 2001 blev Blake skudt og dræbt af pirater, der gik ombord på skibet "Seamaster". To af besætningen i båden blev såret. En domstol dømte de brasilianske pirater til mellem 20 og 30 år i fængsel.
Den 23. oktober 2002 blev Blake tildelt Olympiske Orden posthumt af Den Internationale Olympiske Komité.